# San José Ejido
San José Ejido är en ort i Mexiko.   Den ligger i kommunen Ometepec och delstaten Guerrero, i den sydöstra delen av landet, 300 km söder om huvudstaden Mexico City. San José Ejido ligger 377 meter över havet och antalet invånare är 306.
Terrängen runt San José Ejido är kuperad. Runt San José Ejido är det ganska tätbefolkat, med 129 invånare per kvadratkilometer. Närmaste större samhälle är Ometepec, 4,4 km sydväst om San José Ejido. Omgivningarna runt San José Ejido är en mosaik av jordbruksmark och naturlig växtlighet.